# 四氟化硒
四氟化硒（SeF4）是一种无机化合物。它是一种可以和水反应的无色液体。它用于氟化醇、羧酸、羰基化合物。四氟化硒比四氟化硫可以更安全的氟化物质，因为后者是气体而四氟化硒是液体。

## 制备
四氟化硒最初由Paul Lebeau于1907年通过硒和氟的反应制得：
Se  +  2 F2   →   SeF4
后来，有了更简单的制法的报道，如四氟化硫对二氧化硒的氟化反应：
SF4 + SeO2 → SeF4 + SO2
该反应经过亚硒酰氟中间体（SeOF2）。
其它制备方法还有硒和三氟化氯的反应：
3 Se + 4 ClF3 → 3 SeF4 + 2 Cl2

## 反应
在氢氟酸里，四氟化硒有着弱碱性，弱于四氟化硫。(Kb= 2 X 10−2):
SeF4 + HF → SeF3+ + HF2−; (Kb = 4 X 10−4)
四氟化硒可以腐蚀玻璃，但干燥情况下反应很慢。
其路易斯碱加合物是已知的，如SeF3+SbF6−。它也可以和碱金属氟化物以及氟化亚铊反应，生成含有SeF5-离子的化合物。